# Madeleine Goutard
Madeleine Goutard (1925–2015) fue una pedagoga y autora francesa especializada en educación matemática y en la enseñanza activa de las matemáticas con material manipulativo en educación infantil y primaria. Es conocida por su obra Les mathématiques et les enfants (1963) y por el uso didáctico de las Regletas de Cuisenaire, así como por su labor de formación docente en Quebec durante los años 1960. Entre 1981 y 1986 fue presidenta mundial de la OMEP.

## Biografía
Poco se conoce de manera pública sobre sus primeros años y formación. Los registros de la Biblioteca Nacional de Francia (BnF) sitúan su vida entre 1925 y 2015 y recogen su producción como autora y traductora en el ámbito de la educación.
A comienzos de la década de 1960 desarrolló y difundió, en escuelas y centros de formación docente de Quebec, una metodología de trabajo con regletas que enfatizaba la investigación del alumno, la construcción de significados y el cálculo mental fundamentado en la manipulación. Su trabajo en Canadá y su colaboración con docentes se reflejaron en publicaciones de alcance internacional en los años siguientes.
En el ámbito asociativo, Goutard participó activamente en la OMEP (World Organization for Early Childhood Education), de la que fue elegida presidenta mundial para el periodo 1981–1986 (reelegida en 1983).

## Obra y aportaciones
La obra de Goutard se sitúa en la renovación de la enseñanza de las matemáticas de mediados del siglo XX, con un enfoque constructivista y manipulativo. Destacan:
- Uso pedagógico de las regletas de Cuisenaire: en Les mathématiques et les enfants (1963) sistematizó la práctica de las regletas en aulas de infantil y primaria, orientando al profesorado en la transición del «hacer» a la toma de conciencia de relaciones numéricas y estructurales.[1][9]

- Rol del docente: publicó «An aspect of the teacher’s role» en Mathematics Teaching (n.º 44, 1968), donde discutió el papel del maestro como mediador de situaciones que provoquen pensamiento matemático y autonomía.[10]

- Símbolos y notación: en Mathématiques sur mesure (Hachette, 1970/1971) exploró una entrada gradual y con sentido al lenguaje de los símbolos en edades tempranas.[11][12]

- Primera infancia y políticas: como dirigente de OMEP publicó artículos en International Journal of Early Childhood sobre historia de OMEP (1990), proyectos UNESCO (1990) e intervenciones con infancia vulnerable (1994).[13]

Además de autora, Goutard tradujo al francés materiales de Caleb Gattegno, en particular el Guide introductif aux nombres en couleurs (Delachaux & Niestlé, 1961), lo que ayudó a difundir el enfoque Cuisenaire-Gattegno en el ámbito francófono.

## Recepción e influencia
Sus propuestas fueron utilizadas y citadas en literatura de didáctica de las matemáticas de los años 1970 y 1980, y han seguido reeditándose en formato digital. En 2011, L’école porteuse d’avenir recibió una reseña en International Journal of Early Childhood por Madeleine Baillargeon, destacando la trayectoria de su autora como expresidenta mundial de OMEP.

## Cargos destacados
- Presidenta mundial de la OMEP (1981–1986).[3][4]

## Publicaciones seleccionadas

### Libros
- Les mathématiques et les enfants. La pratique des nombres en couleurs dans les classes primaires. Neuchâtel/París: Delachaux & Niestlé, 1963 (2.ª ed. 1967).[1][18]
- Mathématiques sur mesure. París: Hachette, 1970/1971 (reed. digital FeniXX).[19][11]
- L’école porteuse d’avenir. París: L’Harmattan, 2010.[20]

### Artículos y capítulos
- «An aspect of the teacher’s role». Mathematics Teaching, n.º 44, 1968, pp. 16–19.[21]
- «L’OMEP a 40 ans». International Journal of Early Childhood, 1990.[22]
- «UNESCO Project». International Journal of Early Childhood, 1990.[22]
- «Une famille élargie pour les enfants des rues de Bogotá». International Journal of Early Childhood, 1994.[23]

### Obras en inglés (selección)
- Talks for Primary School Teachers on the Cuisenaire–Gattegno Approach to the Teaching of Mathematics. Reading (UK): Educational Explorers, 1963 (Mathematics Teaching Series, 3), 79 pp.[24]

## Traducciones
- Caleb Gattegno, Guide introductif aux nombres en couleurs: à l’usage du corps enseignant primaire. Neuchâtel: Delachaux & Niestlé, 1961 (trad. del inglés por Madeleine Goutard).[25]

## Legado
El enfoque de Goutard se integró en corrientes internacionales de didáctica (p. ej., series UNESCO New Trends in Mathematics Teaching) y fue citado en investigaciones posteriores sobre enseñanza de las matemáticas en primaria.